# 2017年大韓民国大統領選挙
2017年大韓民国大統領選挙（2017ねんだいかんみんこくだいとうりょうせんきょ、韓国語: 2017년 대한민국 대통령 선거）は、第19代大韓民国大統領を選出するために、2017年5月9日に韓国で行われた大統領選挙である。
1948年7月20日の初代大統領選挙から数えて19回目となる選挙であるが、韓国では選挙の回数を「第○回」ではなく「第○代」と数える。

## 概説
前任（第18代）の朴槿恵大統領が、韓国憲法第65条、第111条、第113条の規定に基づく大統領弾劾訴追の手続きを経て、任期途中で罷免されたことに伴い実施される選挙である。
朴は、2016年10月24日の地元ケーブルテレビ局・JTBCによる報道をきっかけに、長年の知人・崔順実による国政介入（崔順実ゲート）を黙認していた疑惑が明らかになった。この国政介入疑惑に対する韓国国民の批判を受け、韓国国会は5つの憲法違反と8つの法律違反事項を理由とする朴大統領の弾劾訴追案を12月9日に可決し、朴は憲法の規定で同日19時3分から職務停止状態となった。国会の訴追を受け、憲法裁判所は争点を4つにまとめた上で大統領弾劾訴追案を審議し、争点の1つである「大統領の地位と権限の濫用」を理由に、朴の弾劾が妥当であるとする判決を2017年3月10日午前11時21分に下した。これに伴い、朴は直ちに大統領職を罷免され、韓国は大統領が欠位の状態となった（なお、3月30日深夜〈31日未明〉、朴は逮捕された）。
韓国憲法第68条は、大統領が欠位となった日（今回の場合は3月10日）から60日以内に次期大統領選挙を行うよう定めている。これを受け、韓国政府は3月15日の臨時閣議で、「2017年5月9日に第19代大韓民国大統領選挙を執行する」ことを決定・布告し、あわせて大統領選挙当日を臨時公休日に指定した。
なお、大統領権限代行を務める黄教安国務総理は、今回の立候補を見送る意向を表明した（詳しくは後述）。
現行の韓国憲法（第六共和国憲法）は大統領の任期を1期5年と定め、再選を禁じているため、新人同士による争いとなる。今回の選挙は現任の大統領が不在（欠位）の状況下で行われる選挙の為、選挙当選者の任期は中央選挙管理委員会が大統領選挙の当選者を確定させた日から5年間となる。これは、現行憲法下では初めての事例であり、今回選出される大統領は当選確定と同時に政権移行の為の準備期間も無く大統領職へ就くことになる（今回の選挙の場合、中央選挙管理委員会が大統領選挙の当選者を確定させた日が2017年5月10日のため、任期は2022年5月9日までとなる。）。

### 前回大統領選挙からの各政党の動き
与党・セヌリ党は、前回大統領選で公認した朴が勝利し、朴槿恵政権がスタートしたものの、2年後の2014年4月に発生したセウォル号沈没事故における政府の事故対応の不手際から政権に対する支持率が低下。それを受け、党内では反主流派の動きが活発化。同年開催された代議員・党員の投票と国民を対象とした世論調査に基づいて行われた党代表選挙の結果、非主流派（非朴系）の重鎮である金武星が代表に選出された。また最高委員には得票で2～4位となった主流派（親朴系）の徐清源と、金台鎬（非主流派）及び李仁済（非主流派）の他、女性である金乙東（非主流派）が選出された。しかし、2016年の総選挙においてセヌリ党は、候補者公認権を巡る派閥間対立が表面化。また朴の政治姿勢に対し国民の不満は高まり、党内でも党本部主導の公認方式に対する不満から非主流派議員の離党が相次ぎ、中には最大野党である共に民主党へ入党する議員も出た。その結果、過半数を大きく下回る122議席を獲得するに留まり、123議席を獲得した民主党に次ぐ第2党へ転落する結果となった。この結果を受けて、金武星は党代表を辞任、反主流派を中心とする指導部も総退陣し、主流派に属する李貞鉉（朝鮮語: 이정현_(정치인)）新代表が就任。ところが、朴を巡る一連のスキャンダルが表面化すると、セヌリ党の支持率はみるみるうちに低下の一途をたどり、ついには12月に朴の弾劾訴追案が可決され、党指導部がその責任を取る形で再び総退陣する羽目になった。
しかし非常対策委員長の人選を巡って、主流派と対立を深めた非主流派は12月21日、金武星前代表や劉承旼元院内代表らが会合を行い27日に離党して新党を結成する方針を固めた。そして同月27日に非主流派議員29名が離党と新党『改革保守新党』（仮称）の結成を宣言、同時に院内交渉団体の登録を行った。これによりセヌリ党所属の国会議員は99名に減少し第1党の座から転落した。翌2017年1月24日に離党したメンバーを中心とする新党『正しい政党（바른정당）』が結成された。
そして一連の騒動で深刻なダメージを受けたセヌリ党はイメージ刷新のため、5年ぶりに党名変更を図る事を決定。2017年2月8日の議員総会で責任党員へのアンケートで最も多かった『自由韓国党』に変更する事を決定。2月13日の常任全国委員会の会議で党名変更を正式決定した。一方、朴大統領の弾劾に反対する集会を開催してきた親朴系団体は2017年4月に新たな政党としての『セヌリ党』を結成した。
一方野党側は、前回大統領選の時点で最大野党であった民主統合党と前回大統領選の序盤戦において旋風を巻き起こした安哲秀率いる新政治連合（結党準備委員会）が統合して『新政治民主連合』が2014年3月26日に結成された。しかしながら、2015年に開催された選挙戦ではセヌリ党の前に連敗を喫し、選挙後には主流派と反主流派の対立が激化、党分裂に向けた動きが加速化した。こうした最中の12月28日、新政治連合は党名を『共に民主党』へ改称することを決定。その一方で候補者公認争いなどで文在寅執行部と対立し、新政治民主連合を離党した安哲秀や千正培らによって、2016年1月に『国民の党』が設立された。
翌2016年の総選挙では、共に民主党がセヌリ党を僅差で抑えて第一党に浮上。また、国民の党も38議席を獲得して躍進、比例代表得票率では共に民主党を抜いて第2党に。
そして、朴を巡る一連のスキャンダルが表面化すると、支持率が急降下したセヌリ党とは反対に、共に民主党への支持率は上昇し、2016年12月の世論調査における政党支持率は40%を記録、過去最高の支持率を更新した。
2012年、統合進歩党（当時）の比例候補予備選不正事件に端を発する党内抗争の結果、統合進歩党を離党した魯会燦や沈相奵らが参加した「新しい進歩政党推進会議」（以下、推進会議）や柳時敏を中心とする旧国民参与党勢力を主体として『進歩正義党（略称・正義党）』が発足。2013年には、正式名称を『正義党』とする。
2014年12月19日には統合進歩党が大韓民国憲法裁判所に「強制解散」を宣告され、中央選挙管理委員会に政党登録を抹消された、大韓民国憲政歴史上初めての政党解散である。なお、統進党のメンバーは民衆連合党に合流。

## 選挙日程
- ～3月10日：予備候補登録申請
- 4月15日～16日：候補者登録申請（9時～18時）
- 4月25日～30日：在外投票所投票（午前8時～午後5時）
- 5月4日～5日：事前投票所投票（6時～18時）
- 5月9日：投票（6時～20時）

出典：“제19대 대통령선거 주요 일정（第19代大統領選挙主要日程）”.   중앙선거관리위원회 선거통계시스템（中央選挙管理委員会選挙統計システム）. 2017年3月23日閲覧。
- 5月10日：中央選挙管理委員会が文在寅に対する当選者決定を宣告[32][33][7][注 4]

## 立候補予定者

### 共に民主党
確定候補
- 文在寅 - 共に民主党前代表。2012年の大統領選挙にも出馬。2017年3月24日に正式な出馬表明[34]。4月3日に出馬確定[35]。

党内選挙に出馬した候補
- 安熙正 - 忠清南道知事、2017年1月22日に出馬宣言[36]。

- 李在明 - 城南市市長、2017年1月23日に出馬宣言[37]。

- 崔星（朝鮮語版） - 高陽市市長、2017年1月5日に出馬宣言[38]。

出典:

### 自由韓国党（旧・セヌリ党）
確定候補
- 洪準杓 - 慶尚南道知事、2017年3月18日に出馬を公式宣言[40]。2017年3月31日、自由韓国党の大統領候補に選出された[41]。

党内選挙に出馬した候補
- 金寛容（キム・グァンヨン） - 慶尚北道知事、2017年3月14日に出馬を公式宣言[42]。

- 金鎮台（朝鮮語版）（キム・ジンデ） - 国会議員、2017年3月14日に出馬を公式宣言[43]。

- 李仁済 - 元党最高委員。2017年1月15日に出馬を公式宣言[44]。

出典:

### 国民の党
確定候補
- 安哲秀 - 国民の党前共同代表。2017年3月19日に出馬宣言[46]。4月4日に国民の党の大統領候補に選出[47]。

党内選挙に出馬した候補
- 孫鶴圭 - 第33代保健福祉部長官、第31代京畿道知事。2017年3月19日に出馬宣言[46]。

- 朴柱宣（パク・チュソン） - 国会議員、第20代国会前半期副議長。2017年3月15日に出馬宣言[48]。

### 正しい政党
確定候補
- 劉承旼 - 党常任顧問、2017年1月26日に出馬宣言[49]。2017年3月28日、正しい政党の大統領候補に選出された[50]。

党内選挙に出馬した候補
- 南景弼（ナム・ギョンピル） - 京畿道知事、2017年1月25日に出馬宣言[51]。

出典:

### 正義党
確定候補
- 沈相奵 - 党代表、2017年1月19日に出馬表明[53]、2月16日に党の正式な候補者となった[54]。

### セヌリ党
確定候補
- 趙源震（チョ・ウォンジン） - 国会議員。「親朴（親朴槿恵）の核心」と呼ばれる人物で、4月8日に自由韓国党を離党、翌4月9日にセヌリ党（2017年4月5日、朴を支持するグループによって結成された政党[55]）に入党。出馬が取りざたされていたが[56][57]、4月11日にセヌリ党の大統領候補となった[58]。

### 民衆連合党
確定候補
- 金先東（キム・ソンドン） - 元国会議員。3月26日に党の大統領候補に選出された[59]。

## 立候補を模索した人物
- 潘基文（パン・ギムン） - 前国連事務総長。事務総長在任中から立候補が取り沙汰されており、退任・帰国した後は立候補に前向きな姿勢を示していた。与党・セヌリ党（当時）や新党・正しい政党からの出馬が取りざたされていたが、2月1日に国会内で記者会見し、大統領選に立候補しない考えを明らかにした[60]。
- 黄教安（ファン・ギョアン） - 大統領権限代行兼国務総理（首相）。無所属ながらも、潘基文前国連事務総長の立候補断念表明後は与党・自由韓国党（旧・セヌリ党）から大統領選への立候補待望論[61]が上がっていたが、朴槿恵政権下で法相や国務総理（首相）を歴任してきたことに対する批判の声などもあり、大統領選挙の期日を決定した3月15日の閣議の席上、「国政安定と公正な選挙管理のため、私が出馬することは適切ではないと判断した」として、立候補を見送る意向を表明した[6]。
- 金鍾仁（キム・ジョンイン） - 共に民主党前非常対策代表、4月5日に出馬を正式表明[62]したが、同月12日に不出馬を宣言[63]。

## 主要政党の予備選

### 共に民主党
- 2月15日～3月21日：選挙人団募集
- 3月12日～13日：予備選候補者登録
- 3月22日：全国同時投票所（済州代議員）投票
- 3月25日～26日：湖南地域（光州・全羅南道・全羅北道）ARS投票
- 3月27日：湖南地域巡回投票
- 3月27日～28日：忠清地域ARS投票
- 3月29日：忠清地域（大田・忠清南道・忠清北道）巡回投票
- 3月29日～30日：嶺南地域（釜山・大邱・蔚山・慶尚南道・慶尚北道）ARS投票
- 3月31日：嶺南地域巡回投票
- 3月31日～4月2日：首都圏・江原道ARS投票、2次選挙人団ARS投票、在外選挙人団インターネット投票
- 4月3日：首都圏・江原道巡回投票

4月3日までの投票で過半数の得票を得た候補がいない場合は以下の日程で決選投票を実施。
- 4月4日～6日：決選ARS投票
- 4月6日～7日：決選インターネット投票
- 4月7日：決選投票所投票
- 4月8日：決選現場投票（全国代議員）

|                | 選挙人数  | 候補者  | 候補者 | 候補者   | 候補者          | 候補者    |
| 李在明         | 選挙人数  | 崔星    | 文在寅 | 安熙正   | 候補者得票 合計 |           |
| -------------- | --------- | ------- | ------ | -------- | --------------- | --------- |
| 得票数         | 2,144,840 | 347,647 | 4,943  | 936,419  | 353,631         | 1,642,640 |
| 投票率と得票率 | 76.6%     | 21.2%   | 0.3%   | 57.0%    | 21.5%           | 100%      |
|                |           |         |        | 候補確定 |                 |           |

出典：“제19대 대통령후보자 선출을 위한 경선 일정 공고（第19代大統領候補者選出のための予備選日程公告）”.   共に民主党 (2017年3月13日). 2017年3月26日閲覧。“「표」더불어민주당 대선 후보 경선 결과（「表」共に民主党大統領選候補予備選結果）”. 聯合ニュース. (2017年4月3日) 2017年4月5日閲覧。{{cite news}}:  CS1メンテナンス: 先頭の0を省略したymd形式の日付 (カテゴリ)

### 自由韓国党
- 3月20日：本党内選挙候補確定、及び登録（4人）
- 3月26日：全国同時投票（責任党員対象）
- 3月29日～30日：国民対象の世論調査（2日間）
- 3月31日：全党大会で開票。大統領候補選出

| 候補者                                          | 得票率 | 勝敗     |
| ----------------------------------------------- | ------ | -------- |
| 洪準杓                                          | 54.15% | 候補確定 |
| 金鎭台                                          | 19.30% |          |
| 李仁済                                          | 14.85% |          |
| 金寛容                                          | 11.70% |          |
| 責任党員投票と国民世論調査の結果を50%ずつで反映 |        |          |

出典：“경선일정（予備選日程）”.   自由韓国党. 2017年3月26日閲覧。“홍준표, 한국당 대선후보로 선출…54.15%로 경선승리（洪準杓、韓国党大統領選候補選出・・・54.15％で予備選勝利）”. 聯合ニュース. (2017年3月31日) 2017年4月2日閲覧。{{cite news}}:  CS1メンテナンス: 先頭の0を省略したymd形式の日付 (カテゴリ)

### 国民の党
- 3月13日～14日：候補登録
- 3月17日：予備選挙
- 3月25日：光州、全羅南道、済州の現場投票
- 3月26日：全羅北道の現場投票
- 3月28日：大邱・慶尚北道、江原道の現場投票
- 3月30日：釜山、蔚山、慶尚南道の現場投票
- 4月1日：京畿道の現場投票
- 4月2日：ソウル・仁川の現場投票
- 4月3日～4日：世論調査
- 4月4日：忠清地域の現場投票
- 4月6日：決選投票（4日までの投票で過半数を得た候補がいない場合に実施）

|                                       |             | 候補者   | 候補者 | 候補者 |
| 安哲秀                                | 孫鶴圭      | 朴柱宣   |        |        |
| ------------------------------------- | ----------- | -------- | ------ | ------ |
| 巡回投票                              | 得票数      | 133,972  | 35,696 | 14,561 |
| 巡回投票                              | 得票率      | 72.71%   | 19.38% | 7.91%  |
| 世論調査                              | 世論調査    | 84.20%   | 12.85% | 2.95%  |
| 最終得票率※                           | 最終得票率※ | 75.01%   | 18.07% | 6.92%  |
| 結果                                  | 結果        | 候補確定 |        |        |
| ※巡回投票と世論調査の結果を8対2で反映 |             |          |        |        |

出典：“2017대선경선자료실（2017年大統領選予備選資料室）”.   国民の党. 2017年3月26日閲覧。“안철수, 국민의당 대선후보로 선출…경선 득표율 75.01%(종합)（安哲秀、国民の党大統領に選出・・・予備選得票率75.01%（総合））”. 聯合ニュース. (2017年4月4日) 2017年4月11日閲覧。{{cite news}}:  CS1メンテナンス: 先頭の0を省略したymd形式の日付 (カテゴリ)

### 正しい政党
- 3月13日～17日：候補登録
- 3月19日：湖南政策討論会（湖南地域国民政策評価団投票）
- 3月21日：嶺南政策討論会（嶺南地域国民政策評価団投票）
- 3月23日：忠清政策討論会（忠清地域国民政策評価団投票）
- 3月24日：首都圏政策討論会（首都圏国民政策評価団投票）
- 3月25日～26日：一般国民世論調査
- 3月26日～27日：党員オンライン投票
- 3月28日：大統領候補選出大会

| 候補者名 | 得票数 | 得票率 | 確定     |
| -------- | ------ | ------ | -------- |
| 劉承旼   | 36,593 | 62.9％ | 候補確定 |
| 南景弼   | 21,625 | 37.1％ |          |

出典：“바른정당 28일 대선 후보 확정키로…경선 일정 의결（正しい政党28日、大統領選候補確定することに…予備選挙の日程議決）”. 中央日報. (2017年3月9日) 2017年3月27日閲覧。{{cite news}}:  CS1メンテナンス: 先頭の0を省略したymd形式の日付 (カテゴリ)“유승민, 바른정당 대선후보로 선출…62.9% 득표（劉承旼、正しい政党の大統領候補に選出…62.9%の得票）”. 聯合ニュース. (2017年3月28日) 2017年3月31日閲覧。{{cite news}}:  CS1メンテナンス: 先頭の0を省略したymd形式の日付 (カテゴリ)

## 正式立候補者

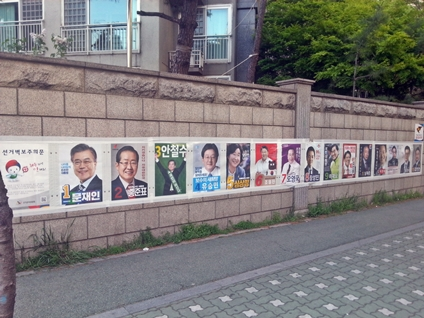
大統領選候補者ポスター掲示板。ポスターの数字は候補者登録の際に割り振られた記号

立候補登録は4月15日と16日の二日間にかけて行われ、登録が締め切られた16日18時の時点で15名が登録した。このうち、国会に議席を有する政党の候補は6名に達した。此の結果、過去最高だった2007年選挙の12名を超えて過去最高となった。なお候補者に割り振られる記号（番号）は院内政党に関しては国会の議席数が多い順に、院外政党は政党名のカナダラ順に、無所属候補は中央選挙管理委員会で抽選を行って記号を決めた。
| 記号 | 候補者名      | 性別 | 年齢 | 所属政党         | 職業                         | 経歴 | 備考                                          |
| ---- | ------------- | ---- | ---- | ---------------- | ---------------------------- | --- | --------------------------------------------- |
| 1    | 文在寅 문재인 | 男   | 64   | 共に民主党       | 政党人                       | - （前）共に民主党代表 - （前）第19代国会議員                                                                       |                                               |
| 2    | 洪準杓 홍준표 | 男   | 62   | 自由韓国党       | 政党人                       | - （前）第35，36代慶尚南道知事 - （前）第15、16、17、18代国会議員                                                   |                                               |
| 3    | 安哲秀 안철수 | 男   | 55   | 国民の党         | 政治家                       | - （前）国民の党常任共同代表 - （前）ソウル大学融合科学技術大学院院長                                               |                                               |
| 4    | 劉承旼 유승민 | 男   | 59   | 正しい政党       | 国会議員                     | - （前）セヌリ党院内代表 - （前）国会国防委員長                                                                     |                                               |
| 5    | 沈相奵 심상정 | 女   | 58   | 正義党           | 国会議員                     | - （現）国会議員 - （現）正義党代表                                                                                 |                                               |
| 6    | 趙源震 조원진 | 男   | 58   | セヌリ党         | 国会議員                     | - （前）セヌリ党最高委員 - （現）国会議員（第18、19、20代）                                                         |                                               |
| 7    | 呉永国 오영국 | 男   | 59   | 経済愛国党       | ハハグループ会長             | - （現）バク財団(General MacArthur)世界平和機構副会長 - （現）正直運動連合会総裁                                    |                                               |
| 8    | 張誠珉 장성민 | 男   | 53   | 国民大統合党     | 政党人                       | - （前）第16代国会議員 - （前）大統領秘書室国政状況室長                                                             |                                               |
| 9    | 李在五 이재오 | 男   | 72   | いつも青い韓国党 | 政党人                       | - （前）5選国会議員 - （前）特認長官                                                                                |                                               |
| 10   | 金先東 김선동 | 男   | 49   | 民衆連合党       | プラント建設労働者           | - （前）統合進歩党院内副代表 - （前）18代、19代国会議員                                                             |                                               |
| 11   | 南在俊 남재준 | 男   | 72   | 統一韓国党       | 無職                         | - （前）陸軍参謀総長 - （前）国家情報院長                                                                           | 4月29日に立候補辞退、洪準杓候補の支持を表明。 |
| 12   | 李京熹 이경희 | 男   | 43   | 韓国国民党       | 事業家                       | - （前）2002年ソウル市長候補 - （現）韓国国民党共同代表                                                             |                                               |
| 13   | 金正善 김정선 | 男   | 58   | 韓半島未来連合   | 政党人                       | - （現）国連世界リハビリ機関常任議長 - （現）国家報勲処傘下（財団法人）除隊軍人支援政策研究院院長（国防委員長兼任） | 4月21日に立候補辞退。                         |
| 14   | 尹泓植 윤홍식 | 男   | 43   | 弘益党           | 政党人                       | - （現）弘益党代表 - （現）弘益学堂代表                                                                             |                                               |
| 15   | 金旻澯 김민찬 | 男   | 59   | 無所属           | ワールドマスター委員会委員長 | - （現）社団法人大韓民国達人会総裁 - （現）社団法人世界達人会名誉総裁                                               |                                               |

出典：“후보자 명부（候補者名簿）”.  韓国中央選挙管理委員会ホームページ. 2017年4月18日閲覧。

## 選挙結果
各候補の得票率
史上最多となる15人の候補者が立候補し選挙戦はスタート。しかし、途中で2人の候補者が脱落。また、主要5党（共に民主党・自由韓国党・国民の党・正しい政党・正義党）のうち、旧セヌリ党の流れをくむ自由韓国党・正しい政党、それに、かつて共に民主党の反主流派だった議員が中心メンバーである国民の党を加えた3党が候補者の一本化に向けた交渉を行うも失敗に終わり、この動きに反旗を翻した正しい政党のメンバーのうち20人が離党し、古巣の自由韓国党に再合流を求め、自由韓国党は正しい政党を離党した13名の復党と懲戒処分を受けていた議員7名の処分解除を決定。主要5党の候補者を含めた13人のまま、5月9日の投開票を迎えた。
開票の結果、大方の予想通り文在寅候補（共に民主党）の圧勝が伝えられ、20時に発表された地元の地上波3局(KBS・SBS・MBC)共同の出口調査では、文候補が4割余りのポイントを獲得し2位以下を大きくリードする情勢が伝えられる。文候補は同日深夜に勝利宣言を行った。一方の洪準杓（自由韓国党）・安哲秀（国民の党）の両候補はそれぞれ敗戦を認める声明を発表。これにより共に民主党が政権与党となることが確定、盧武鉉元大統領(当時・新千年民主党)以来、9年ぶりに与党への復帰を果たし政権交代となる。一方、敗れた自由韓国党は、2008年2月に就任した李明博元大統領（当時・ハンナラ党）以降、9年間維持し続けた与党の座を明け渡し、野党に転落する結果となった。
なお、投票率は77.23%。1997年の第15代大統領選挙（80.65%）以来20年ぶりの80%超えはならなかったものの、前回第19代大統領選挙の75.84%を1.39%上回った。
投開票日の翌日である5月10日午前8時9分に選管が文の当選を確定し、この瞬間から文の任期がスタート。文在寅新大統領は、同日中に国会内で就任式を行い、第19代大統領としての職務を開始。
| 候補者                   | 候補者                   | 所属政党                 | 得票数     | 得票率  |
| ------------------------ | ------------------------ | ------------------------ | ---------- | ------- |
|                          | 文在寅                   | 共に民主党               | 13,423,800 | 41.08%  |
|                          | 洪準杓                   | 自由韓国党               | 7,852,849  | 24.04%  |
|                          | 安哲秀                   | 国民の党                 | 6,998,342  | 21.42%  |
|                          | 劉承旼                   | 正しい政党               | 2,208,771  | 6.76%   |
|                          | 沈相奵                   | 正義党                   | 2,017,458  | 6.17%   |
|                          | 趙源震                   | セヌリ党                 | 42,949     | 0.13%   |
|                          | 金旻澯                   | 無所属                   | 33,990     | 0.10%   |
|                          | 金先東                   | 民衆連合党               | 27,229     | 0.08%   |
|                          | 張誠珉                   | 国民大統合党             | 21,709     | 0.07%   |
|                          | 尹泓植                   | 弘益党                   | 18,543     | 0.06%   |
|                          | 李京熹                   | 韓国国民党               | 11,355     | 0.03%   |
|                          | 李在五                   | いつも青い韓国党         | 9,140      | 0.03%   |
|                          | 呉永国                   | 経済愛国党               | 6,040      | 0.02%   |
| 総計                     | 総計                     | 総計                     | 32,672,175 | 100.00% |
| 有効票数（有効率）       | 有効票数（有効率）       | 有効票数（有効率）       | 32,672,175 | 99.59%  |
| 無効票・白票数（無効率） | 無効票・白票数（無効率） | 無効票・白票数（無効率） | 135,733    | 0.41%   |
| 投票総数（投票率）       | 投票総数（投票率）       | 投票総数（投票率）       | 32,807,908 | 77.23%  |
| 棄権者数（棄権率）       | 棄権者数（棄権率）       | 棄権者数（棄権率）       | 9,671,802  | 22.77%  |
| 選挙人数                 | 選挙人数                 | 選挙人数                 | 42,479,710 | 100.00% |

| 首都圏     | ソウル特別市 | 仁川広域市      | 京畿道     |          |          |
| ---------- | ------------ | --------------- | ---------- | -------- | -------- |
| 首都圏     | 78.6%        | 75.6%           | 77.1%      |          |          |
| 忠清道     | 大田広域市   | 世宗 特別自治市 | 忠清南道   | 忠清北道 |          |
| 忠清道     | 77.5%        | 80.7%           | 72.4%      | 74.8%    |          |
| 全羅道     | 光州広域市   | 全羅南道        | 全羅北道   |          |          |
| 全羅道     | 82.0%        | 78.8%           | 79.0%      |          |          |
| 慶尚道     | 釜山広域市   | 蔚山広域市      | 大邱広域市 | 慶尚南道 | 慶尚北道 |
| 慶尚道     | 76.7%        | 79.2%           | 77.4%      | 77.8%    | 76.1%    |
| 江原・済州 | 江原道       | 済州 特別自治道 |            |          |          |
| 江原・済州 | 74.3%        | 72.3%           |            |          |          |

出典：“투표진행상황（投票進行状況）”.   韓国中央選挙管理委員会. 2017年5月10日閲覧。太字は全国平均投票率（77.2%）を上回った地域。
| 地域           | 地域           | 文在寅     | 洪準杓    | 安哲秀    | 劉承旼    | 沈相奵    |
| -------------- | -------------- | ---------- | --------- | --------- | --------- | --------- |
| 合計           | 合計           | 13,423,800 | 7,852,849 | 6,998,342 | 2,208,771 | 2,017,458 |
| 合計           | 合計           | 41.08%     | 24.04%    | 21.42%    | 6.76%     | 6.17%     |
| 首都圏         | ソウル特別市   | 2,781,345  | 1,365,285 | 1,492,767 | 476,973   | 425,459   |
| 首都圏         | ソウル特別市   | 42.34%     | 20.78%    | 22.72%    | 7.26%     | 6.47%     |
| 首都圏         | 仁川広域市     | 747,090    | 379,191   | 428,888   | 118,691   | 129,925   |
| 首都圏         | 仁川広域市     | 41.20%     | 20.91%    | 23.65%    | 6.54%     | 7.16%     |
| 首都圏         | 京畿道         | 3,319,812  | 1,637,345 | 1,807,308 | 540,023   | 546,373   |
| 首都圏         | 京畿道         | 42.08%     | 20.75%    | 22.91%    | 6.84%     | 6.92%     |
| 忠清道         | 大田広域市     | 404,545    | 191,376   | 218,769   | 59,820    | 63,669    |
| 忠清道         | 大田広域市     | 42.93%     | 20.30%    | 23.21%    | 6.34%     | 6.75%     |
| 忠清道         | 世宗特別自治市 | 77,767     | 23,211    | 32,010    | 9,192     | 9,353     |
| 忠清道         | 世宗特別自治市 | 51.08%     | 15.24%    | 21.02%    | 6.03%     | 6.14%     |
| 忠清道         | 忠清南道       | 476,661    | 306,614   | 290,216   | 68,521    | 83,868    |
| 忠清道         | 忠清南道       | 38.62%     | 24.84%    | 23.51%    | 5.55%     | 6.79%     |
| 忠清道         | 忠清北道       | 374,806    | 255,502   | 211,454   | 57,282    | 65,095    |
| 忠清道         | 忠清北道       | 38.61%     | 26.32%    | 21.78%    | 5.90%     | 6.70%     |
| 全羅道         | 光州広域市     | 583,847    | 14,882    | 287,222   | 20,862    | 43,719    |
| 全羅道         | 光州広域市     | 61.14%     | 1.55%     | 30.08%    | 2.18%     | 4.57%     |
| 全羅道         | 全羅南道       | 737,921    | 30,221    | 378,179   | 25,819    | 49,509    |
| 全羅道         | 全羅南道       | 59.87%     | 2.45%     | 30.68%    | 2.09%     | 4.01%     |
| 全羅道         | 全羅北道       | 778,747    | 40,231    | 285,467   | 30,802    | 59,296    |
| 全羅道         | 全羅北道       | 64.84%     | 3.34%     | 23.76%    | 2.56%     | 4.93%     |
| 江原道         | 江原道         | 324,768    | 284,909   | 206,840   | 65,278    | 62,389    |
| 江原道         | 江原道         | 34.16%     | 29.97%    | 21.75%    | 6.86%     | 6.56%     |
| 慶尚道         | 釜山広域市     | 872,127    | 720,484   | 378,907   | 162,480   | 109,329   |
| 慶尚道         | 釜山広域市     | 38.71%     | 31.98%    | 16.82%    | 7.21%     | 4.85%     |
| 慶尚道         | 蔚山広域市     | 282,794    | 203,602   | 128,520   | 60,289    | 62,187    |
| 慶尚道         | 蔚山広域市     | 38.14%     | 27.46%    | 17.33%    | 8.13%     | 8.38%     |
| 慶尚道         | 大邱広域市     | 342,620    | 714,205   | 235,757   | 198,459   | 74,440    |
| 慶尚道         | 大邱広域市     | 21.76%     | 45.36%    | 14.97%    | 12.60%    | 4.72%     |
| 慶尚道         | 慶尚南道       | 779,731    | 790,491   | 284,272   | 142,479   | 113,051   |
| 慶尚道         | 慶尚南道       | 36.73%     | 37.24%    | 13.39%    | 6.71%     | 5.32%     |
| 慶尚道         | 慶尚北道       | 369,726    | 827,237   | 253,905   | 149,017   | 88,080    |
| 慶尚道         | 慶尚北道       | 21.73%     | 48.62%    | 14.92%    | 8.75%     | 5.17%     |
| 済州特別自治道 | 済州特別自治道 | 169,493    | 68,063    | 77,861    | 22,784    | 31,716    |
| 済州特別自治道 | 済州特別自治道 | 45.51%     | 18.27%    | 20.90%    | 6.11%     | 8.51%     |

出典：“개표진행상황（開票進行状況）”.   韓国中央選挙管理委員会. 2017年5月10日閲覧。
| |  |  |
| 市・郡・区（基礎自治団体）別選挙結果（青：文在寅 赤：洪準杓）                                                      |  |  |
| |  |  |
| 文在寅（青）・洪準杓（赤）・安哲秀（緑）の基礎自治団体別得票結果地図。色が濃いほど高い得票率を得た事を示している。 |  |  |

文在寅は、前回第18代大統領選挙では朴槿恵の当選を阻止するために立候補辞退して文在寅を支援した安哲秀と沈相奵が今回はそれぞれ立候補したこともあり、得票数･得票率では前回を下回ったものの、全国で13,423,800票･得票率41.08%を獲得し、2位の洪準杓（7,852,849票･得票率24.03%）に557万0951票･得票率17.05ポイントの大差をつけて圧勝した。この文在寅と洪準杓の557万0951票差は、2007年大統領選での李明博と鄭東泳の531万7708票差を上回り、1位と2位の票差として歴代の韓国大統領選挙史上最大となった。
洪準杓は安哲秀を抜いて2位になったものの、得票率は24.03%にとどまり、韓国大統領選挙史上、歴代の保守政党（自由党→民主共和党→民主正義党→民主自由党→ハンナラ党→セヌリ党→自由韓国党）の候補者として最低の結果となった（それまで最低だったのは1987年大統領選の盧泰愚の36.6%だった）。
選挙期間中の大半の世論調査で2位だった安哲秀は、洪準杓の後塵を拝して3位となる惨敗となった。特別市・広域市・道のみならず、市・郡・区単位でも安哲秀が1位となった自治体は全国で1つも無かった。
沈相奵は2,017,458票・得票率6.17%を獲得し、（狭義の）進歩政党の大統領候補としてそれまで最高だった2002年大統領選の権永吉の957,148票･得票率3.9％を大きく上回った。
前回も文在寅が勝利したソウル特別市では、市全体の総得票のみならず市内25区全区で文在寅が1位となった。
前回大統領選では文在寅が朴槿恵を圧倒したものの2016年4月15日の第20代総選挙では共に民主党が国民の党に大敗した全羅道（光州市・全羅北道・全羅南道）では、共に民主党の文在寅が前回大統領選同様に全ての市･郡･区で1位となった上、国民の党の安哲秀を大きく引き離して圧勝した。
前回は朴槿恵の得票が文在寅を上回った仁川広域市、京畿道、忠清道（大田市
･世宗市･忠清北道･忠清南道）、済州道、江原道、釜山市、蔚山市でも文在寅が1位となった。
江原道で民主党系の大統領候補（第2代大統領選挙の申翼煕、第3代大統領選挙の趙炳玉、第5・6代大統領選挙の尹潽善、第7・13・14・15代大統領選挙の金大中、第16代大統領選挙の盧武鉉、第17代大統領選挙の鄭東泳、第18・19代の文在寅）が1位になったのは、第5代大統領選挙の尹潽善以来54年ぶり2度目である。
釜山市、蔚山市で民主党系の候補が1位になったのは、韓国大統領選挙史上初めてのことである。
慶尚南道では洪準杓が薄氷の差で1位となったものの、文在寅は巨済市、金海市、梁山市、昌原市城山区･義昌区･鎮海区で勝利し、道全体でも洪準杓に得票数にして約1万票、得票率にしてわずか0.5ポイント差まで迫った。釜山市･蔚山市･慶尚南道（旧慶尚南道、いわゆるPK地域）の得票の合計では文在寅が洪準杓を上回り、韓国大統領選挙史上初めて民主党系候補がPK地域の総得票で1位となった。
大邱市と慶尚北道（いわゆるTK地域）では洪準杓が1位となったものの、前回の朴槿恵が大邱･慶北で得た得票率は80%を超えたのに対し、洪準杓の得票率は50%を下回り、大統領選挙史上、（自由韓国党の前身である）歴代の保守政党の候補者としてTK地域で最低の結果となった。文在寅は大邱･慶北で得票数･率ともに前回を上回った。